# Lodge Kerrigan
Pour les articles homonymes, voir Kerrigan.
Lodge Kerrigan est un réalisateur américain né en 1964 à New York.

## Biographie
Lodge Kerrigan obtient un bachelier en philosophie à l'université Columbia en 1985, ; il fait aussi des études de cinéma à l'université de New York.

## Filmographie

### Cinéma
- 1993 : Clean, Shaven
- 1998 : Claire Dolan
- 2004 : Keane
- 2010 : Rebecca H. (Return to the Dogs) (en)

### Télévision
- 2012 : Homeland, épisode State of Independence
- 2013 : Longmire, épisode Carcasses
- 2013 : The Killing, épisodes That You Fear the Most, Try et Unraveling
- 2014 : The Americans, épisode A Little Night Music
- 2014 : Bates Motel, épisode Caleb
- 2014 : The Red Road, épisodes The Bad Weapons et The Great Snake Battle
- 2016-2021 : The Girlfriend Experience : cocréateur et coréalisateur de la série avec Amy Seimetz, adaptation du film de Steven Soderbergh